# Agkistrodon contortrix
La serpiente cabeza de cobre (Agkistrodon contortrix) es una especie de reptil venenoso de la familia Viperidae y subfamilia Crotalinae. Habita en Estados Unidos y México.

## Subespecies
| Subespecie        | Autor                     |
| ----------------- | ------------------------- |
| A. c. contortrix  | (Linnaeus, 1766)          |
| A. c. laticinctus | Gloyd & Conant, 1934      |
| A. c. mokasen     | Palisot de Beauvois, 1799 |
| A. c. phaeogaster | Gloyd, 1969               |
| A. c. pictigaster | Gloyd & Conant, 1943      |

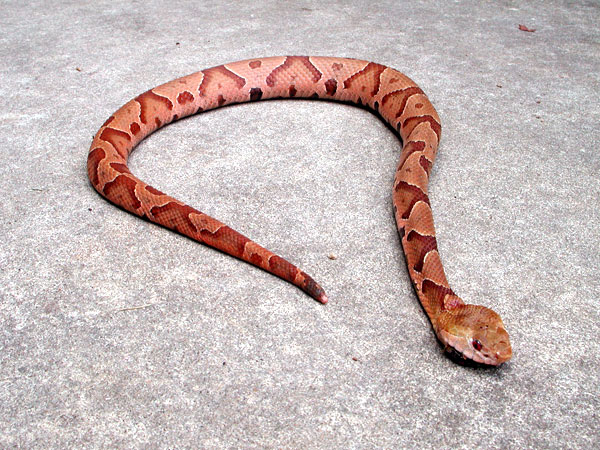
A. c. contortrix
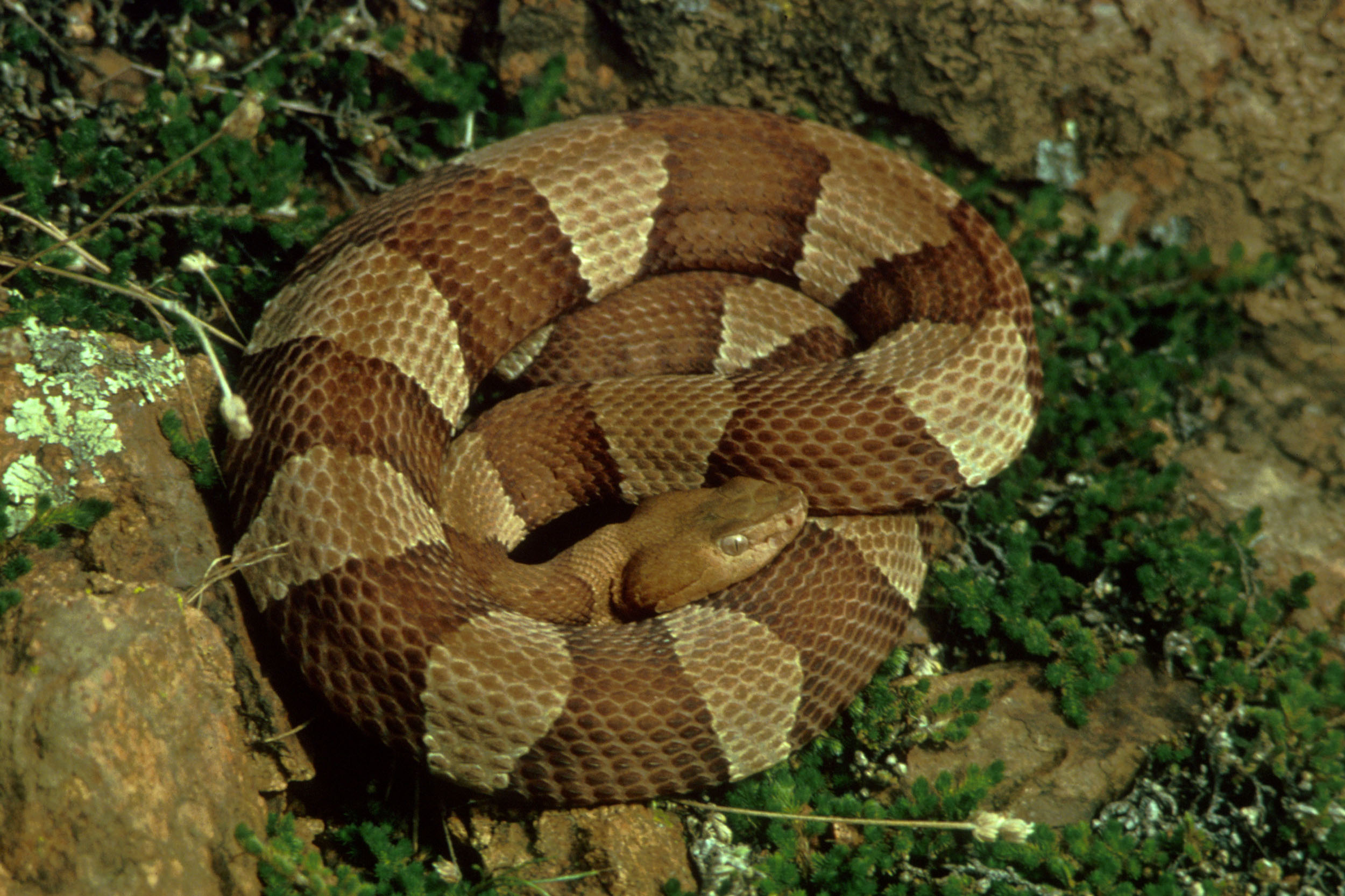
A. c. laticinctus
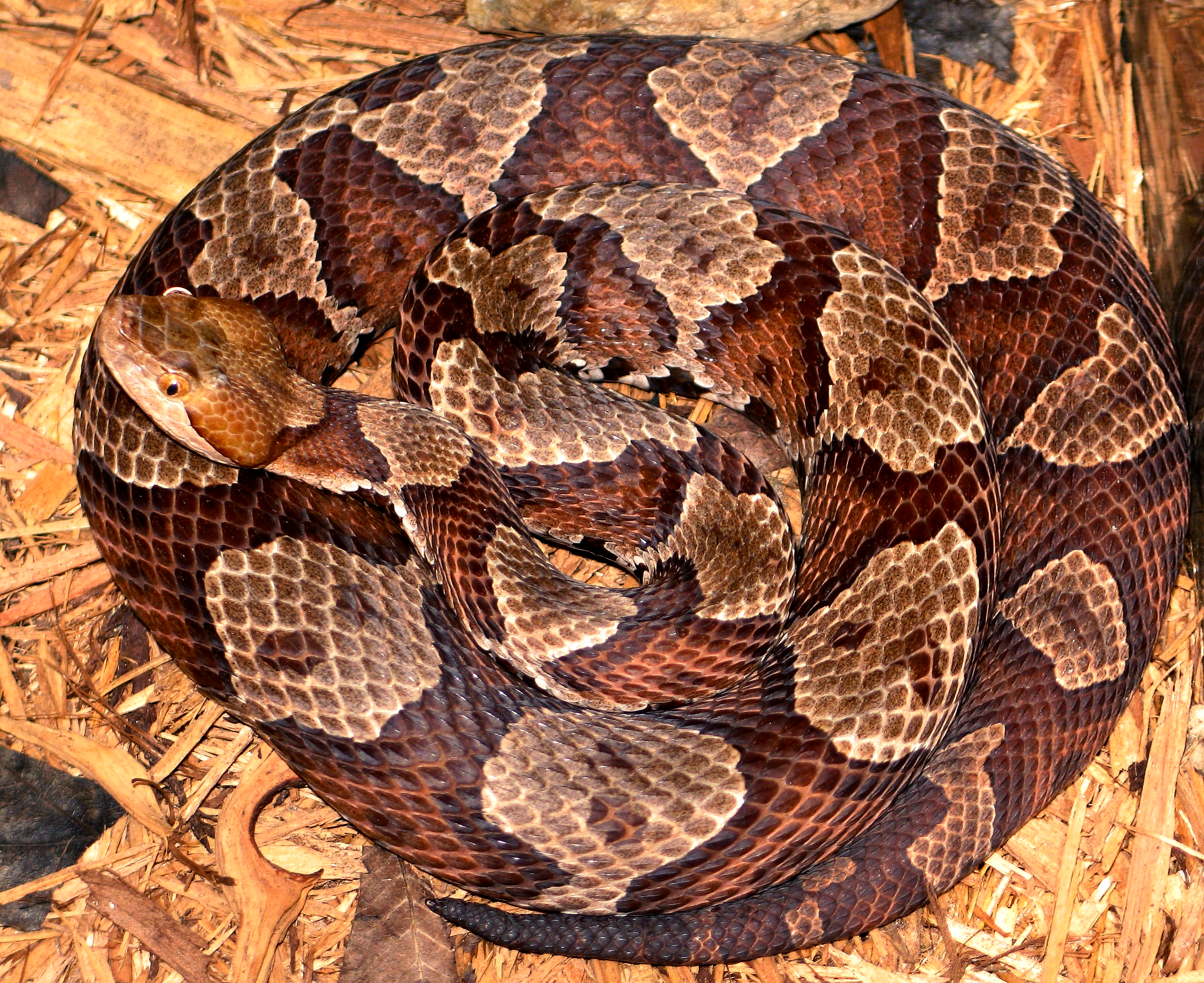
A. c. mokasen
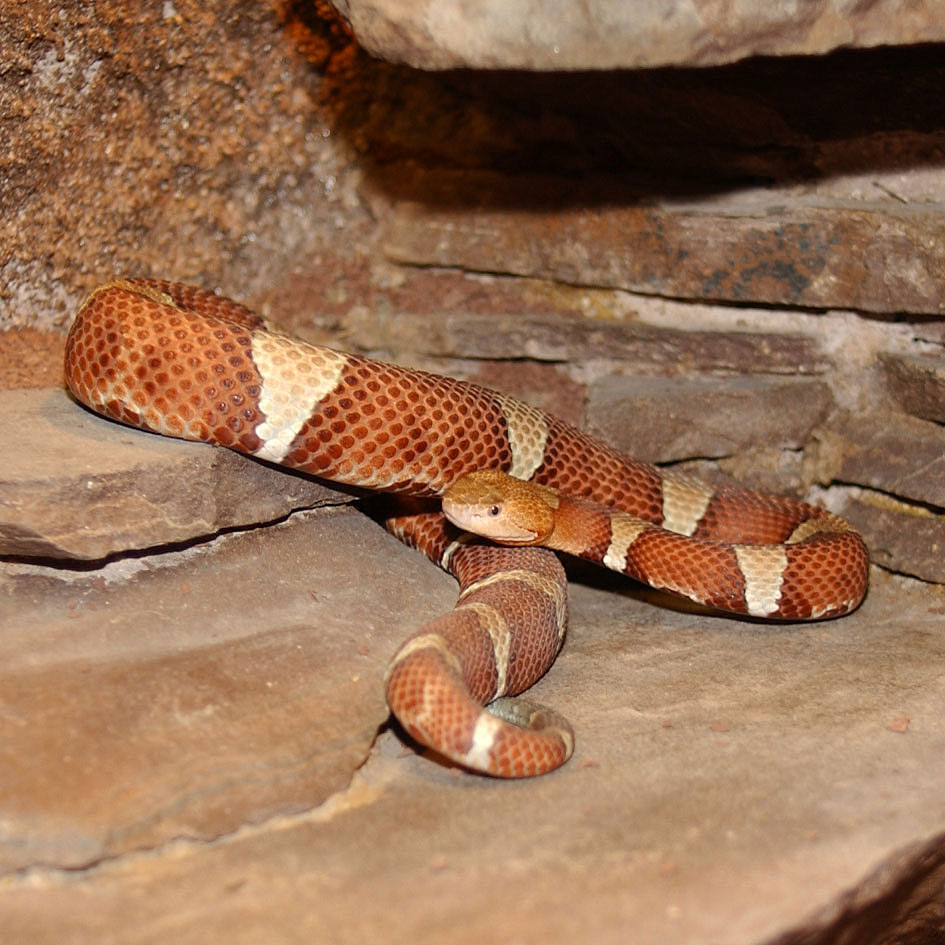
A. c. pictigaster